# Bernard Cuau
Pour les articles homonymes, voir Cuau.
Bernard Cuau, né le 13 septembre 1935 à Boulogne-Billancourt et mort le 21 août 1995 à Saint-André-de-Valborgne, membre du comité de rédaction de la revue Les Temps modernes, est un avocat, journaliste, documentariste et critique de cinéma.

## Biographie
Ancien élève du Lycée Henri-IV, Bernard Cuau fait ses études à la Sorbonne où il obtient une double licence de droit et de philosophie. Il passe ensuite une thèse sous la direction de François Châtelet. Il travaille deux ans au service de la recherche de l'ORTF dirigé par Pierre Schaeffer.
Bernard Cuau devient rédacteur en chef de la rubrique photo au Nouvel Observateur. Il est directeur littéraire des éditions Delpire. Il est aussi membre du comité de rédaction de la revue Les Temps modernes de 1987 à sa mort en 1995. Très ami avec lui, Claude Lanzmann a, selon l'une de ses filles Emmanuelle Cuau, en 2007, toujours refusé d'ôter son nom de l'ours de la revue, l'y laissant avec une croix à côté de son nom.
Il est l'auteur d'essais, de plusieurs nouvelles publiées dans Les Temps modernes et de pièces de théâtre.
Réalisateur de plusieurs documentaires, il est maître de conférences en études cinématographiques, à l’Université Paris VII de 1973 à 1995.
Dans son documentaire La Saisie, il aborde les troubles psychiatriques graves de son épouse Denise Zigante (par ailleurs ancienne comédienne). Il signe avec elle le livre La Politique de la folie en 1972 sur l'aspect inhumain du système psychiatrique français et l'inégalité sociale devant ce problème.
Son film Paroles d'homme analyse avec l'aide d'un professeur de logique, Daniel Lacombe, une intervention télévisée du président de la République Valéry Giscard d'Estaing où il se défend d'avoir reçu des diamants de l'ancien empereur de Centrafrique, Bokassa Ier. En analysant le discours, le film montre que Giscard d'Estaing dit le contraire de ce qu'il déclare et qu'il a effectivement bien reçu ces diamants. Le film sera censuré. Laurent Fabius serait venu le visionner « en cachette » à l'Université Paris VII où enseigne Bernard Cuau.
En 1994 dans le film Slanski il retrace le destin de la famille de Rudolf Slánský, premier secrétaire du Parti communiste tchécoslovaque qui a été condamné et pendu en 1952. L'année suivante, son dernier film, Les Mots et la mort, Prague au temps de Staline, aborde, à partir du procès Slánský, le destin de la Tchécoslovaquie communiste et cherche à montrer l'écart entre la réalité et l'image qui en est produite.
Bernard Cuau envisage avant sa mort de tourner, en coréalisation avec sa fille, la réalisatrice Emmanuelle Cuau, un film appelé Mulberry Street. Il en filme une maquette préparatoire en vidéo. Ce film doit traiter du fonctionnement de la justice. Le tournage devant se faire en partie à Ellis Island le budget du film serait très élevé ; douze ans après sa mort sa fille déclarera que malgré ses efforts, elle n'arrive pas à monter ce projet.
Bernard Cuau est aussi le père de l'actrice Marianne Denicourt.

## Filmographie

### Réalisation
- 1962 : Nanterre, un jour (22 min)
- Kafka, fragments
- 1976 : La Saisie (34 min)
  - Diffusé en 2011 au festival Visions du réel[9]
- 1980 : Paroles d'homme (60 min)
- 1990 : L'Affaire Riesman (30 min)
  - Il s'agit d'un travail préparatoire à Mulberry Street, film en projet repris en 1998 par Emmanuelle Cuau, sous le titre L'Affaire Riesman[2],[3].
- 1992 : Plaisir en France (52 min)
  - Sélectionné en 1993 au festival Cinéma du réel dans la section « Panorama de la production française[10] »
- 1994 : Slanski (52 min)
- 1995 : Les Mots et la mort, Prague au temps de Staline (52 min[6] ou 57 min[7])

### Acteur
- 1995 : Circuit Carole d'Emmanuelle Cuau[11]

## Théâtre
- 1977 : Nadia
  - Pièce présentée en 1977 au Théâtre Ouvert au festival d'Avignon dans une mise en scène de Jean-Claude Fall[12].
- 1987 : Le Mariage du père

## Ouvrages
- 1972 : La Politique de la folie (en collaboration avec Denise Zigante), éditions Stock.
- 1976 : L'Affaire Mirval ou comment le récit abolit le crime, éditions La France sauvage.